# ناحية بصرى الشام
ناحية بصرى الشام إحدى نواحي سوريا تتبع إداريّاً لمحافظة درعا منطقة درعا ومركزها بلدة بصرى الشام، بلغ تعداد سكان الناحية 33,839 نسمة حسب التعداد السكاني لعام 2004.

## بلدات وقرى ناحية بصرى الشام
أبو كاتولة، بصرى الشام، جمرين، خربا، معربة، ندى، سمج، صماد، السماقيات، طيسيا.